# Lármás lóri

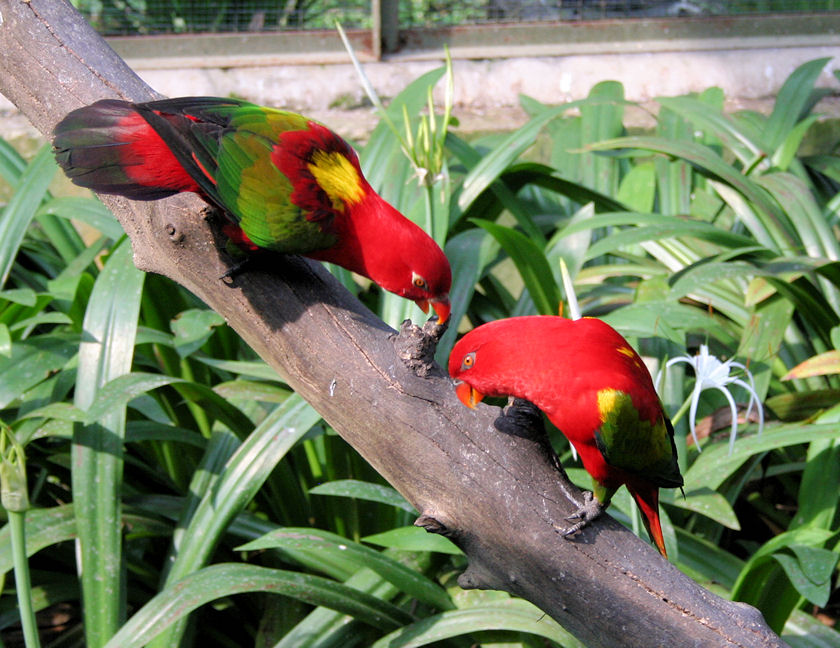

A lármás lóri (Lorius garrulus), korábban sárgaköpenyes lóri vagy sárgadolmányos lóri, a madarak (Aves) osztályának a papagájalakúak (Psittaciformes) rendjéhez, és a szakállaspapagáj-félék (Psittaculidae) családjába, azon belül a lóriformák (Loriinae) alcsaládjába tartozó faj.

## Származása, elterjedése
Az Indonéziához tartozó Maluku-szigetek (Seram, Halmahera stb.) érintetlen esőerdeiben él.

## Alfajai
- Lorius garrulus flavopalliatus  (Salvadori 1877) – Kasiruta, Bacan, Obi és Mandiole szigetek
- Lorius garrulus garrulus (Linnaeus, 1758) – Halmahera, Widi és Ternate szigetek
- Lorius garrulus morotaianus (van Bemmel, 1940) – Morotai és Rau szigetek

## Megjelenése, felépítése
Testhossza 29–30 centiméter, szárnyának hossza mintegy 18 cm; fesztávolsága elérheti az 55 cm-t. Tömege 150-200 g.
A két nem tollazata nem különbözik. Alapszíne skarlátvörös, a válltájékon sötétebb árnyalatú, a hátán változó méretű, háromszögletű sárga folttal. Combja zöld. Szárnyának fedőtollai olajzöldek, a kézevezők alsó felületén széles, vörös sáv húzódik. Az alsó szárnyfedők sárgák.
Vörös farka rövid és lekerekített, tollainak csúcsa sötétzöld. Írisze mélysárga, csőre narancsvörös, lábai piszkosszürkék.

## Életmódja, élőhelye
Többnyire párban, más párokat elűzve lakmározik a  virágzó fákon; a földre csak elvétve száll le. Virágokat, gyümölcsöket, rovarokat, nektárt, virágport és magvakat eszik; ezeket gyakran a lábával veszi fel és viszi csőréhez. A gyümölcsök levét és a virágok nektárját ecsethez hasonló, rojtos nyelvével veszi fel. 
Repülés közben éles, átható hangon gyakran rikoltozik, evés közben furcsán gurgulázik.
A bennszülöttek szívesen tartják kunyhóikban.

### Szaporodása
Az ivarérettséget 2-3 évesen éri el. Szaporodását csak fogságban figyelték meg. A költési időszak május és november között van. A költések száma 1-2; egy fészekalj 2 tojás. Körülbelül 26 napig költ.

## Képek

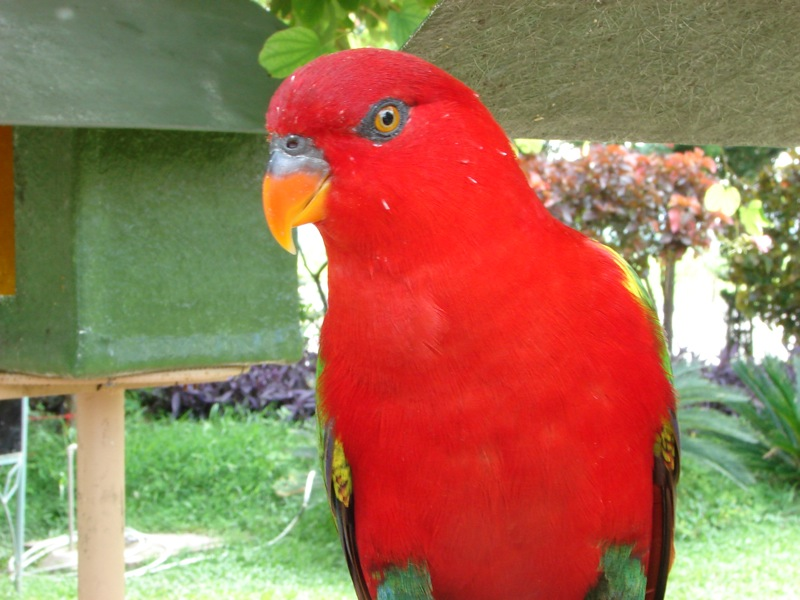
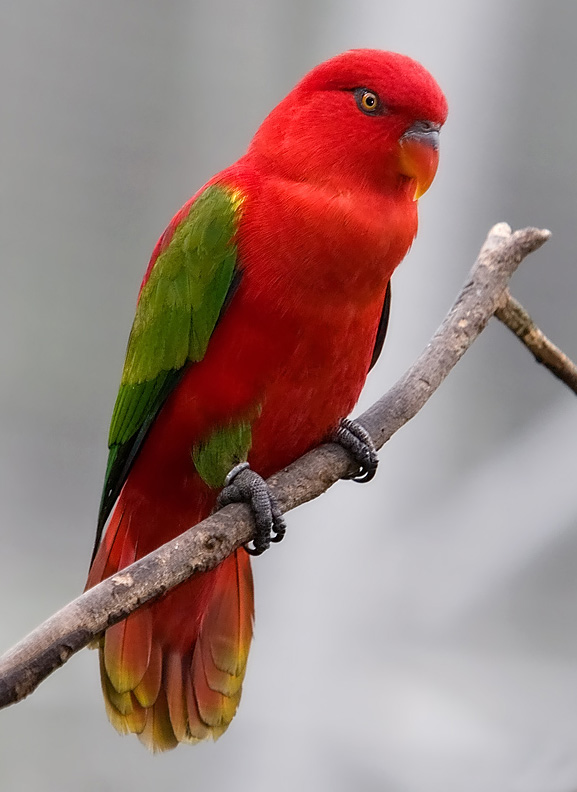
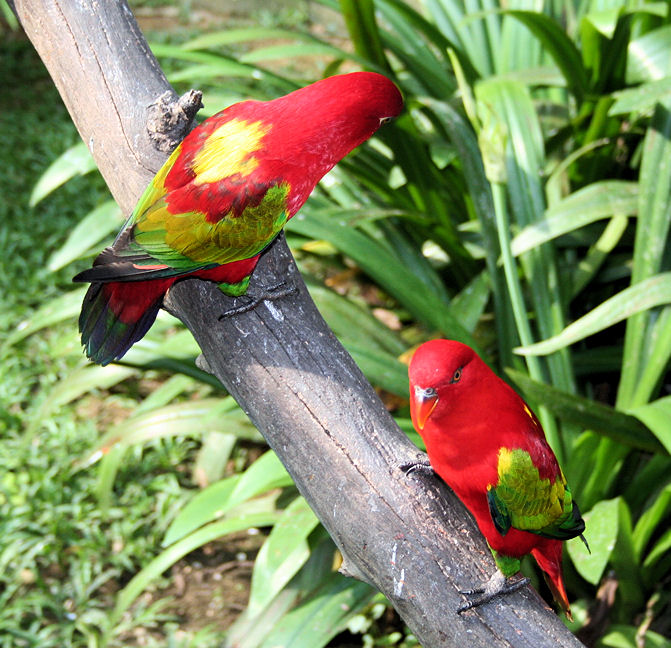
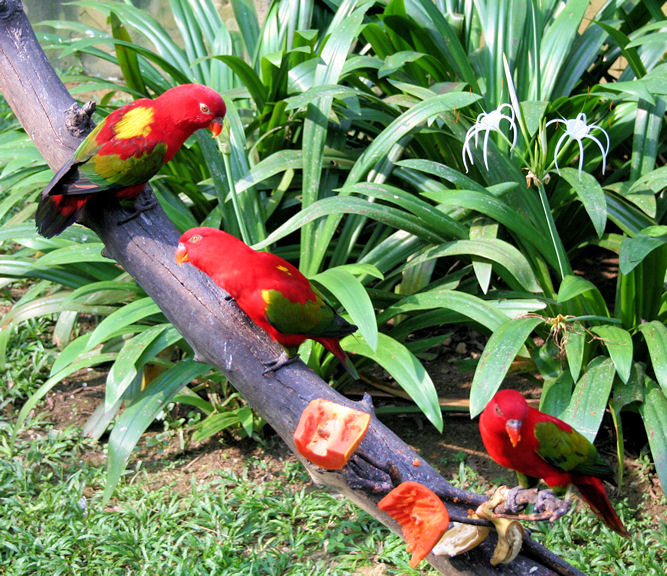